# Svetlana Alekséieva
Svetlana Alekséieva (rus: Светлана Алексеева)  (Komsomolsk de l'Amur, segle XX), de nom professional Sveta Ugoliok (rus: Света Уголёк), és una model russa.
Quan tenia quatre anys va patir cremades a més del 50% del seu cos. La seva mare l'havia deixat sola a la casa, i la nena va intentar cremar fils solts de la camisa de dormir amb una espelma en la forma en què havia vist fer la seva mare. La camisa de dormir era de tela sintètica i es va incendiar i va fondre en la seva pell. Va estar en coma durant dos mesos i va quedar marcada per les cremades. La seva mare, alcohòlica, no la va visitar a l'hospital i, posteriorment, la va descuidar. Alekséieva va passar part de la seva infància en un orfenat, i va patir assetjament escolar a causa del seu aspecte. Quan tenia divuit anys, va dir: «Si la societat us pressiona i us assetja, només perquè tingueu una certa individualitat, això no vol dir que tinguin raó».
Està desenvolupant una carrera com a model fotogràfic malgrat les cicatrius.
El 2018 va ser una de les 100 Women de la BBC, una llista de dones «inspiradores i influents». La llista va dir que "Svetlana va sobreviure a un incendi que va cremar gairebé la meitat del cos i ara treballa per ajudar a les persones amb cicatrius a sentir-se positius sobre els seus cossos."